# اول پدرم را کشتند
«اول پدرم را کشتند: دختری از کامبوج به یاد می‌آورد» (انگلیسی: First They Killed My Father: A Daughter of Cambodia Remembers) یک کتاب غیر داستانی نوشتهٔ لونگ آونگ، نویسندهٔ کامبوجی و از بازماندگان دوران رژیم پل پوت است که توسط انتشارات هارپرکالینز در سال ۲۰۰۰ میلادی منتشر شد.
در این اثر نویسنده به بیان تجارب خود در طی سالیان کنترل خمرهای سرخ بر کامبوج می‌پردازد.

## فیلم اقتباسی
یک فیلم اقتباسی از این کتاب توسط شرکت تولیدکنندهٔ فیلم، نت‌فلیکس به کارگردانی و تهیه‌کنندگی آنجلینا جولی ساخته و در ۱۸ فوریه ۲۰۱۷ در سیم ریپ کامبوج عرضه شد.